# 桥头镇 (道县)
桥头乡，是中华人民共和国湖南省永州市道县下辖的一个乡镇级行政单位。

## 行政区划
桥头乡下辖以下地区：
石马山村、狮子山村、大车坝村、汉舂陵村、落洞村、大地夫村、丘塘村、石排楼村、会谭村、上坝村、桥头村、三桂村、大江洲村、坦口村、桂宅岩村、邓家村、鱼田村、神仙背村、熊家湾村、烈马村、白竹田村、石砚村、冲岭村和坪岗村。